# Donna Newton
Donna Newton (* 1962 oder 1963 als Donna Gurran) ist eine ehemalige neuseeländische Squashspielerin.

## Karriere
Donna Newton war in den 1980er- und 1990er-Jahren als Squashspielerin aktiv. Ihre höchste Platzierung in der Weltrangliste erreichte sie mit Rang elf im Mai 1986. Mit der neuseeländischen Nationalmannschaft nahm sie 1985, 1987, 1989, 1990 und 1992 an der Weltmeisterschaft teil. Zweimal erreichte sie mit ihr das Finale: 1985 unterlag sie zunächst England mit 1:2, nachdem sie die entscheidende Partie gegen Alison Cumings glatt mit 0:3 verlor. 1992 hatte sie auch gegen Australien das Nachsehen. Newton musste sich in der Auftaktpartie Robyn Lambourne in vier Sätzen geschlagen geben.
Zwischen 1981 und 1992 stand sie siebenmal im Hauptfeld der Einzel-Weltmeisterschaft und erzielte mit dem Einzug in die dritte Runde ihr bestes Resultat. Dies gelang ihr in den Jahren 1985, 1987, 1989 und 1990. 1991 und 1992 erreichte sie jeweils das Finale der neuseeländischen Landesmeisterschaft, das sie beide Male gegen Susan Devoy verlor. In diesen beiden Jahren wurde sie in der nationalen Rangliste auch auf Nummer zwei hinter Devoy geführt.
1992 beendete sie, nach der Mannschaftsweltmeisterschaft, ihre Profikarriere.

## Erfolge
- Vizeweltmeisterin mit der Mannschaft: 1985, 1992
- Neuseeländische Vizemeisterin: 1991, 1992